# Шикша (веданга)
Ши́кша (дев. शिक्षा, IAST: śikṣā) — одна из шести веданг (раздела пояснительной литературы, примыкающей к Ведам), объясняющая традиционную индуистскую науку фонетики и фонологии санскрита. Основной целью шикши является обучение правильному произношению ведийских гимнов и мантр. Наиболее древним руководством по санскритской фонетики являются «Пратишакхьи», в которых описываются санскритское произношение и интонация, а также санскритские правила сандхи, специфические в каждой из ведийских школ.